# Вовковецька сільська рада (Борщівський район)
Вовкове́цька сільська́ ра́да — колишня адміністративно-територіальна одиниця та орган місцевого самоврядування в Чортківському районі Тернопільської області. Адміністративний центр — с. Вовківці.

## Загальні відомості
- Територія ради: 4,953 км²
- Населення ради: 1 316 осіб (станом на 2001 рік)

## Населені пункти
Сільській раді були підпорядковані населені пункти:
- с. Вовківці

До 19 липня 2020 р. належала до Борщівського району.
20 листопада 2020 р. увійшла до складу Борщівської міської ради.

## Населення
Згідно з переписом УРСР 1989 року чисельність наявного населення сільської ради становила 3261 особа, з яких 1500 чоловіків та 1761 жінка.
За переписом населення України 2001 року в сільській раді мешкало 1306 осіб.

### Мова
Розподіл населення за рідною мовою за даними перепису 2001 року:
| Мова       | Відсоток |
| ---------- | -------- |
| українська | 99,47 %  |
| російська  | 0,53 %   |

## Склад ради
Рада складалася з 16 депутатів та голови.
- Голова ради:
- Секретар ради: Крива Марія Миколаївна

### Керівний склад попередніх скликань
| Прізвище, ім'я, по батькові | Основні відомості                                    | Дата обрання | Дата звільнення |
| --------------------------- | ---------------------------------------------------- | ------------ | --------------- |
| Вороний Микола Іванович     | Сільський голова, 1968 року народження, безпартійний | 26.03.2006   | 31.10.2010      |

Примітка: таблиця складена за даними сайту Верховної Ради України

### Депутати
За результатами місцевих виборів 2010 року депутатами ради стали:

#### За суб'єктами висування
| Суб'єкт висування | Кількість обраних депутатів | %   |
| ----------------- | --------------------------- | --- |
| Самовисування     | 16                          | 100 |

#### За округами
| № округу | Прізвище, ім'я, по батькові | Дата визнання обраним | Освіта             | Партійна приналежність | Відомості про обраного депутата                                                                       |
| -------- | --------------------------- | --------------------- | ------------------ | ---------------------- | --- |
| 1        | Ващенко Надія Петрівна      | 01.11.2010            | середня спеціальна | позапартійна           | Борщівський ТРО, продавець                                                                            |
| 2        | Байдюк Леся Петрівна        | 01.11.2010            | середня спеціальна | позапартійна           | Борщівський ТРО, продавець                                                                            |
| 3        | Галба Олеся Станіславівна   | 01.11.2010            | середня спеціальна | позапартійна           | тимчасово не працює                                                                                   |
| 4        | Грищук Галина Федорівна     | 01.11.2010            | вища               | позапартійна           | Комунальний заклад «Борщівська дитячо-юнацька спортивна школа», бухгалтер                             |
| 5        | Грушка Надія Василівна      | 01.11.2010            | середня спеціальна | позапартійна           | Фірма «Борщів-Хлібодар», касир                                                                        |
| 6        | Яковів Юрій Богданович      | 01.11.2010            | вища               | позапартійний          | Відділ доходів в Борщівському районному фінансовому відділі, начальник                                |
| 7        | Бохонко Ольга Володимирівна | 01.11.2010            | середня спеціальна | позапартійна           | тимчасово не працює                                                                                   |
| 8        | Крива Марія Миколаївна      | 01.11.2010            | вища               | позапартійна           | Вовковецька сільська рада, секретар                                                                   |
| 9        | Ковцун Андрій Ярославович   | 01.11.2010            | вища               | позапартійний          | Борщівський агротехнічний коледж, викладач                                                            |
| 10       | Онищак Степан Іванович      | 01.11.2010            | вища               | позапартійний          | Кабінет бібліотечних фондів у відділі освіти Борщівської районної державної адміністрасції, завідувач |
| 11       | Зварич Ольга Антонівна      | 01.11.2010            | вища               | позапартійна           | Відділ надання соціальних послуг у Борщівському районному центрі зайнятості, провідний спеціаліст     |
| 12       | Чернега Ольга Михайлівна    | 01.11.2010            | середня спеціальна | позапартійна           | Борщівська ЦКРЛ, санітар                                                                              |
| 13       | Басараба Іван Іванович      | 01.11.2010            | середня спеціальна | позапартійний          | тимчасово не працює                                                                                   |
| 14       | Козій Мирослава Василівна   | 01.11.2010            | середня спеціальна | позапартійна           | приватний підприємець                                                                                 |
| 15       | Кукела Світлана Миколаївна  | 01.11.2010            | середня спеціальна | позапартійна           | приватний підприємець                                                                                 |
| 16       | Басараба Тетяна Дмитрівна   | 01.11.2010            | вища               | позапартійна           | Вовковецька загальноосвітня школа І-ІІ ст., вчитель початкових класів                                 |